# Santa Ponsa

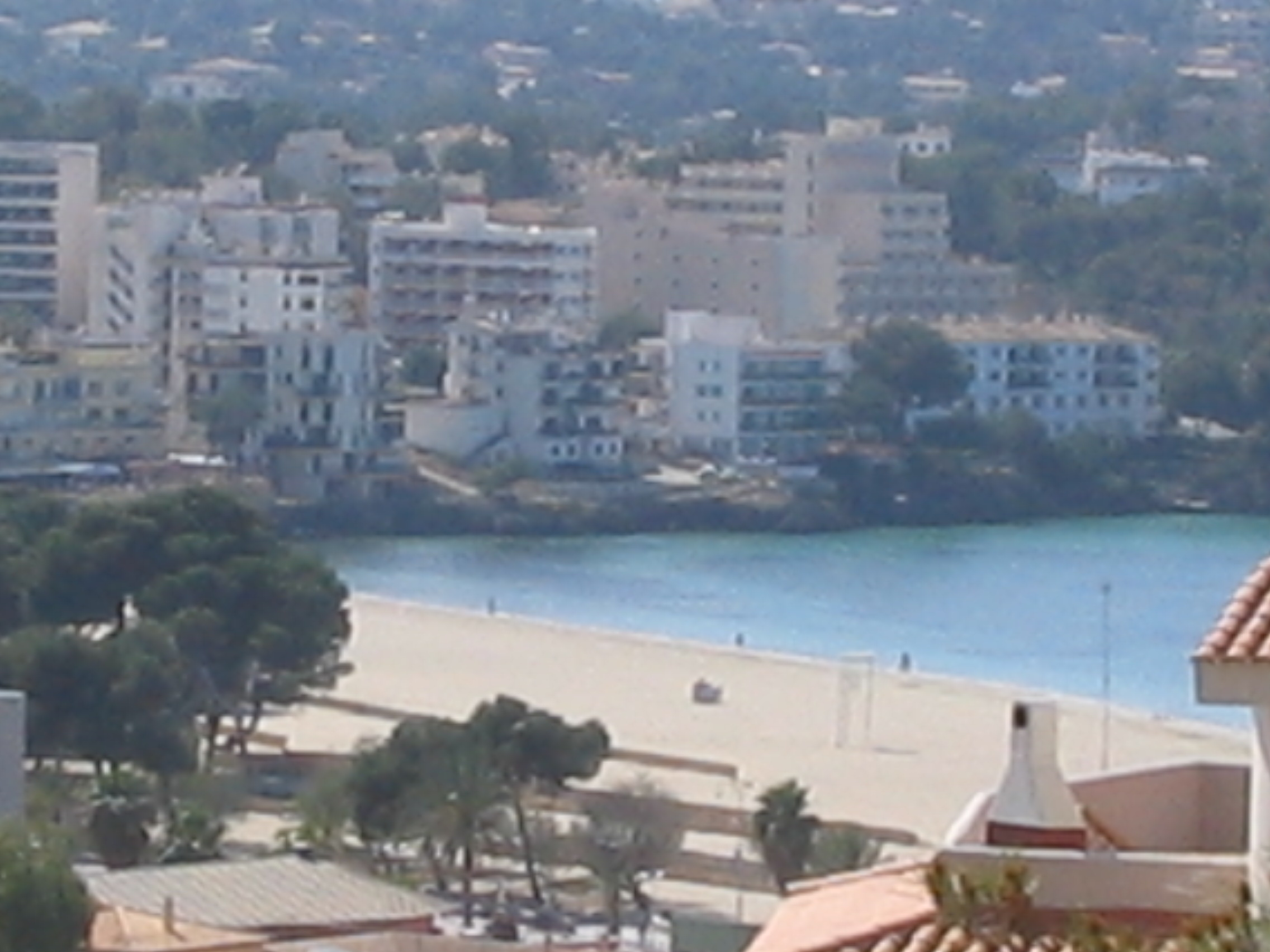

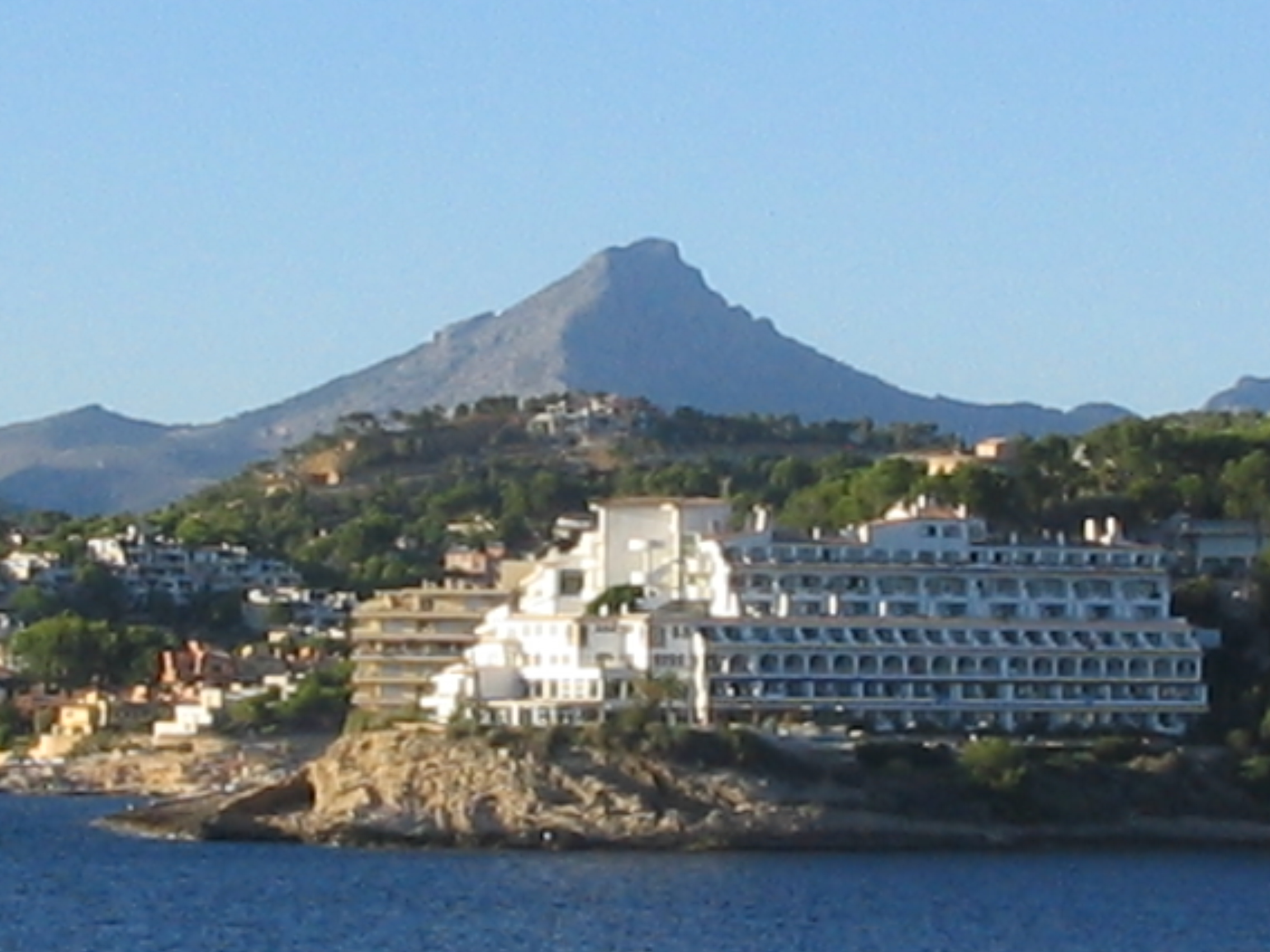

Santa Ponca (katalanska: Santa Ponça), är en stad, i kommunen Calvià i regionen Santa Ponsa på sydvästra sidan av den spanska semesterön Mallorca.